# Димитриос Хантакиас
Димѝтриос Ханта̀киас (на гръцки: Δημήτριος Χαντάκιας, Димитриос Хандакяс) е гръцки футболист, който играе на поста защитник. Състезател на Зира.

## Кариера
Роден е на 4 януари 1995 година в Агринио. Хантакиас започва своята кариера в Панетоликос, подписвайки своя първи професионален договор през лятото на 2014.
През януари 2015 е изпратен под наем във Фокикос до края на сезона. Той прави своя професионален дебют на 1 февруари 2015, при загубата с 1-0 като гост на Ламия, изигравайки пълни 90 минути. След като записва 10 срещи на сметката си, е съобщено, че Хантакиас ще се върне в Панетоликос през юни 2015.
Хантакиас прави официалния си дебют за Панетоликос в мач срещу Атромитос на 7 декември 2015, влизайки като резерва в 72-рата минута.
На 28 юни 2019, подписва с Черно море (Варна).
На 5 септември 2020, става част от отбора на Зира.